# الخطوط الجوية الفرنسية الرحلة 2005
كانت رحلة طيران شركة الخطوط الجوية الفرنسية رقم 2005 مجدولة كرحلة مسافرين بتاريخ 12 أيلول (سبتمبر) 1961، من مطار باريس أورلي إلى مطار الدار البيضاء مع توقف في مطار الرباط سلا. تحطمت طائرة سود أفياسيون كارافيل ذلك اليوم تمام الساعة 21:09 توقيت غرينيتش بالقرب من مكان يسمى دوار دوم" على بعد 8.4 كم من عتبة المدرج 04 و 1.4 كم إلى اليسار من خط المنتصف الممتد، على ارتفاع 87.5 متر فوق مستوى سطح البحر، مما أسفر عن مقتل جميع ركاب الطائرة البالغ عددهم 77، بما في ذلك 6 من أفراد الطاقم. كان الطقس ضبابياً والظروف غير مواتية للهبوط.

## تاريخ الرحلة
غادرت الطائرة مطار باريس في تمام الساعة 18:26 حسب توقيت غرينتش متوجهة إلى وجهتها الأولى في الرباط (مدينة) متضمنة الركاب والحمولة ضمن الحدود المسموح بها، ووقود يكفي لمدة أربع ساعات. في البداية، سارت الرحلة بهدوء إلى أن اقتربت من مطار الرباط\سلا. في تمام الساعة 21:09 بتوقيت غرينتش، اصطدمت الطائرة بالأرض قبل أن تبلغ المدرج، وعليه فقط دمرت بالكامل.

## التحقيقات
خلصت التحقيقات إلى أنه لم يكن هناك أي دليل على وجود خطأ تقني سواء من طاقم الطيران أو معدات الطائرة أو من مراقبة الحركة الجوية. كانت الظروف الجوية غير مواتية للهبوط في الرباط\سلا، إذ حدثت تغييرات سريعة في الحالة الجوية قبل وقوع الحادث بفترة وجيزة. طلب الطيار المشورة من ممثل عمليات شركة الخطوط الجوية الفرنسية في الدار البيضاء وشرع بناءً عليها في التوجه مباشرة إلى الدار البيضاء بسبب سوء الأحوال الجوية.
أثناء الرحلة، استعرض طاقم الرحلة حالة الطقس عدة مرات مع مسؤولي مراقبة الحركة الجوية، وقرروا فب نهاية الأمر الهبوط في الرباط اعتماداً على بث الملاحة الراديوي. حذرت مراقبة الحركة الجوية الطيار من أن البث غير منتظم في مدرج المطار، لكن هذا التحذير لم يلق أي تجاوب.
ذكر تقرير التحقيق أن السبب المحتمل هو «خطأ في قراءة المعدات».